# Macrotermes
Macrotermes là một chi của mối thuộc phân họ Macrotermitinae và phân bố rộng khắp châu Phi và Đông Nam Á. Các loài được nghiên cứu kỹ bao gồm Macrotermes natalensis và M. bellicosus.
Giống như các chi khác trong bộ Macrotermitinae, chúng tiêu thụ xác thực vật chết một cách gián tiếp bằng cách nuôi cấy một loại nấm basidiomycete thuộc chi Termitomyces trên các buồng bên trong - thường rất lớn - các gò mối. Thường vào đầu mùa mưa, những đàn con trưởng thành bay có cánh khổng lồ phân tán để thành lập các đàn mới.
Bào tử được gieo trên gỗ trong tổ và được xử lý bằng một loại hormone tăng trưởng. Mối ăn trong vườn nấm thu được. Các loại nấm tạo ra nhiệt trong tổ, nhiệt này bốc lên về phía ống thông khí đóng. Nhiệt được trao đổi qua ống thoát và các đường hầm nhỏ hơn của nó dẫn lên bề mặt. Carbon dioxide và oxy được trao đổi gần bề mặt của tổ, và mối thợ có thể mở hoặc chặn các đường hầm riêng lẻ để điều chỉnh nhiệt độ.

## Các loài
Các loài sau đây được bao gồm trong Termite catalogue:
| - Macrotermes acrocephalus - Macrotermes ahmadi - Macrotermes aleemi - Macrotermes annandalei - Macrotermes barneyi - Macrotermes beaufortensis - Macrotermes bellicosus - Macrotermes carbonarius - Macrotermes chaiglomi - Macrotermes choui - Macrotermes constrictus - Macrotermes convulsionarius - Macrotermes declivatus - Macrotermes denticulatus - Macrotermes falciger - Macrotermes gilvus - Macrotermes gratus - Macrotermes guangxiensis - Macrotermes hainanensis - Macrotermes herus - Macrotermes hopini - Macrotermes ituriensis - Macrotermes ivorensis - Macrotermes jeanneli - Macrotermes jinghongensis - Macrotermes khajuriae - Macrotermes latignathus - Macrotermes latinotus - Macrotermes lilljeborgi | - Macrotermes longiceps - Macrotermes longimentis - Macrotermes luokengensis - Macrotermes maesodensis - Macrotermes malaccensis - Macrotermes medogensis - Macrotermes meidoensis - Macrotermes menglongensis - Macrotermes michaelseni - Macrotermes mozambicanus - Macrotermes muelleri - Macrotermes natalensis - Macrotermes niger - Macrotermes nobilis - Macrotermes orthognathus - Macrotermes peritrimorphus - Macrotermes probeaufortensis - Macrotermes renouxi - Macrotermes scheuthlei - Macrotermes serrulatus - Macrotermes singaporensis - Macrotermes subhyalinus - Macrotermes trapezoides - Macrotermes trimorphus - Macrotermes ukuzii - Macrotermes vitrialatus - Macrotermes yunnanensis - Macrotermes zhejiangensis |